# Campionati europei di atletica leggera 2024 - 1500 metri piani maschili
La specialità degli 1500 metri piani uomini dei campionati europei di atletica leggera 2024 si è svolta il 10 e il 12 agosto allo Stadio Olimpico di Roma, in Italia.

## Podio
| Pos.    | Atleta             | Nazionalità | Tempo   | Note                          |
| ------- | ------------------ | ----------- | ------- | ----------------------------- |
| Oro     | Jakob Ingebrigtsen | Norvegia    | 3'31"95 | Record dei campionati         |
| Argento | Jochem Vermeulen   | Belgio      | 3'33"30 | Miglior prestazione personale |
| Bronzo  | Pietro Arese       | Italia      | 3'33"34 |                               |

## Situazione pre-gara

### Record
Prima di questa competizione, il record del mondo (RM), il record europeo (EU) e il record dei campionati (RC) erano i seguenti.
| Record                | Prestazione | Atleta                      | Data                                        | Competizione |
| --------------------- | ----------- | --------------------------- | ------------------------------------------- | ------------ |
| Record mondiale       | 3'26"00     | Hicham El Guerrouj Marocco  | 14 luglio 1998 Roma, Italia                 |              |
| Record europeo        | 3'28"32     | Jakob Ingebrigtsen Norvegia | 7 agosto 2021 Tokyo, Giappone               |              |
| Record dei campionati | 3'32"76     | Jakob Ingebrigtsen Norvegia | 18 agosto 2022 Monaco di Baviera, Finlandia | Europei 2022 |

### Campione in carica
I campioni in carica a livello europeo in carica erano:
| Campione       | Atleta                      | Prestazione | Data                                       | Competizione        | Note |
| -------------- | --------------------------- | ----------- | ------------------------------------------ | ------------------- | ---- |
| Europeo        | Jakob Ingebrigtsen Norvegia | 3'32"76     | 18 agosto 2022 Monaco di Baviera, Germania | Europei 2022        |      |
| Europeo indoor | Jakob Ingebrigtsen Norvegia | 3'33"95(i)  | 3 marzo 2023 Istanbul, Turchia             | Europei indoor 2023 |      |

### La stagione
Prima di questa gara, gli atleti europei con le migliori tre prestazioni dell'anno erano:
| Pos. | Atleta                      | Prestazione | Data                          |
| ---- | --------------------------- | ----------- | ----------------------------- |
| 1    | Jakob Ingebrigtsen Norvegia | 3'29"74     | 30 maggio 2024 Oslo, Norvegia |
| 2    | Azeddine Habz Francia       | 3'30"80     | 30 maggio 2024 Oslo, Norvegia |
| 3    | Isaac Nader Portogallo      | 3'30"84     | 30 maggio 2024 Oslo, Norvegia |

## Risultati

### Batterie
Le batterie si sono corse a partire dalle 20:15 del 15 agosto. I primi 6 di ogni batteria (Q) si qualificano alla finale.

#### Batteria 1
| Posto | Pettorale | Paese         | Atleta             | Tempo   | Note     |
| ----- | --------- | ------------- | ------------------ | ------- | -------- |
| 1     | 826       | Gran Bretagna | Neil Gourley       | 3'44"05 | Q        |
| 2     | 965       | Italia        | Pietro Arese       | 3'44"09 | Q        |
| 3     | 638       | Belgio        | Ruben Verheyden    | 3'44"19 | (.184) Q |
| 4     | 222       | Spagna        | Adel Mechaal       | 3'44"19 | (.189) Q |
| 5     | 799       | Francia       | Romain Mornet      | 3'44"28 | Q        |
| 6     | 607       | Austria       | Raphael Pallitsch  | 3'44"29 | Q        |
| 7     | 720       | Spagna        | Mario García       | 3'44"30 |          |
| 8     | 1236      | Turchia       | Mehmet Çelik       | 3'44"65 |          |
| 9     | 877       | Germania      | Marius Probst      | 3'44"70 |          |
| 10    | 1109      | Polonia       | Filip Rak          | 3'45"21 |          |
| 11    | 789       | Francia       | Maël Gouyette      | 3'45"22 |          |
| 12    | 312       | Norvegia      | Narve Gilje Nordås | 3'46"15 |          |
| 13    | 1108      | Polonia       | Filip Ostrowski    | 3'46"18 |          |
| 14    | 947       | Irlanda       | Nicholas Griggs    | 3'46"66 |          |
| 15    | 850       | Germania      | Amos Bartelsmeyer  | 3'51"42 |          |
| 16    | 331       | Svezia        | Emil Danielsson    | 3'51"67 |          |

#### Batteria 2
| Posto | Pettorale | Paese         | Atleta             | Tempo   | Note                                     |
| ----- | --------- | ------------- | ------------------ | ------- | ---------------------------------------- |
| 1     | 307       | Norvegia      | Jakob Ingebrigtsen | 3'37"65 | Q                                        |
| 2     | 1006      | Italia        | Federico Riva      | 3'37"75 | Q                                        |
| 3     | 1266      | Francia       | Azeddine Habz      | 3'38"37 | Q                                        |
| 4     | 996       | Italia        | Ossama Meslek      | 3'38"41 | Q                                        |
| 5     | 940       | Irlanda       | Andrew Coscoran    | 3'38"52 | Q                                        |
| 6     | 1141      | Portogallo    | Isaac Nader        | 3'38"83 | Q                                        |
| 7     | 718       | Spagna        | Ignacio Fontes     | 3'39"02 | qR                                       |
| 8     | 639       | Belgio        | Jochem Vermeulen   | 3'40"21 | qR                                       |
| 9     | 1124      | Polonia       | Maciej Wyderka     | 3'40"37 |                                          |
| 10    | 823       | Gran Bretagna | Adam Fogg          | 3'40"83 | qR                                       |
| 11    | 860       | Germania      | Robert Farken      | 3'42"26 | qR                                       |
| 12    | 617       | Belgio        | Ismael Debjani     | 3'42"57 | Miglior prestazione personale stagionale |
| 13    | 1047      | Paesi Bassi   | Noah Baltus        | 3'45"30 |                                          |
| 14    | 1183      | Svizzera      | Tom Elmer          | 3'45"91 |                                          |
| 15    | 1224      | Svezia        | Samuel Pihlström   | 4'38"51 | qR                                       |

### Finale
La finale si è disputata alle 22:30 del 12 giugno.
| Posizione | Pettorale | Nazione       | Atleti             | Tempo   | Note                                     |
| --------- | --------- | ------------- | ------------------ | ------- | ---------------------------------------- |
| Oro       | 307       | Norvegia      | Jakob Ingebrigtsen | 3'31"95 | Record dei campionati                    |
| Argento   | 639       | Belgio        | Jochem Vermeulen   | 3'33"30 | Miglior prestazione personale            |
| Bronzo    | 965       | Italia        | Pietro Arese       | 3'33"34 |                                          |
| 4         | 638       | Belgio        | Ruben Verheyden    | 3'33"40 | Miglior prestazione personale            |
| 5         | 222       | Spagna        | Adel Mechaal       | 3'33"58 |                                          |
| 6         | 607       | Austria       | Raphael Pallitsch  | 3'33"60 |                                          |
| 7         | 1266      | Francia       | Azeddine Habz      | 3'33"70 |                                          |
| 8         | 860       | Germania      | Robert Farken      | 3'33"98 |                                          |
| 9         | 826       | Gran Bretagna | Neil Gourley       | 3'34"11 | Miglior prestazione personale stagionale |
| 10        | 1141      | Portogallo    | Isaac Nader        | 3'34"22 |                                          |
| 11        | 799       | Francia       | Romain Mornet      | 3'34"33 | Miglior prestazione personale stagionale |
| 12        | 823       | Gran Bretagna | Adam Fogg          | 3'34"44 |                                          |
| 13        | 940       | Irlanda       | Andrew Coscoran    | 3'34"76 |                                          |
| 14        | 996       | Italia        | Ossama Meslek      | 3'36"35 |                                          |
| 15        | 1006      | Italia        | Federico Riva      | 3'37"37 |                                          |
| 16        | 718       | Spagna        | Ignacio Fontes     | 3'45"80 |                                          |
| -         | 1224      | Svezia        | Samuel Pihlström   | dns     |                                          |